# 波士頓婚姻
波士頓婚姻（英語：Boston marriage）歷史上指的是兩名富裕女性的同居關係，她們不依賴男性的經濟支持。這個詞語在19世紀末至20世紀初的新英格蘭地區流行。這些關係有的是浪漫性質的，現在或許視會為女同性戀關係；但也有不是如此的。

## 詞源

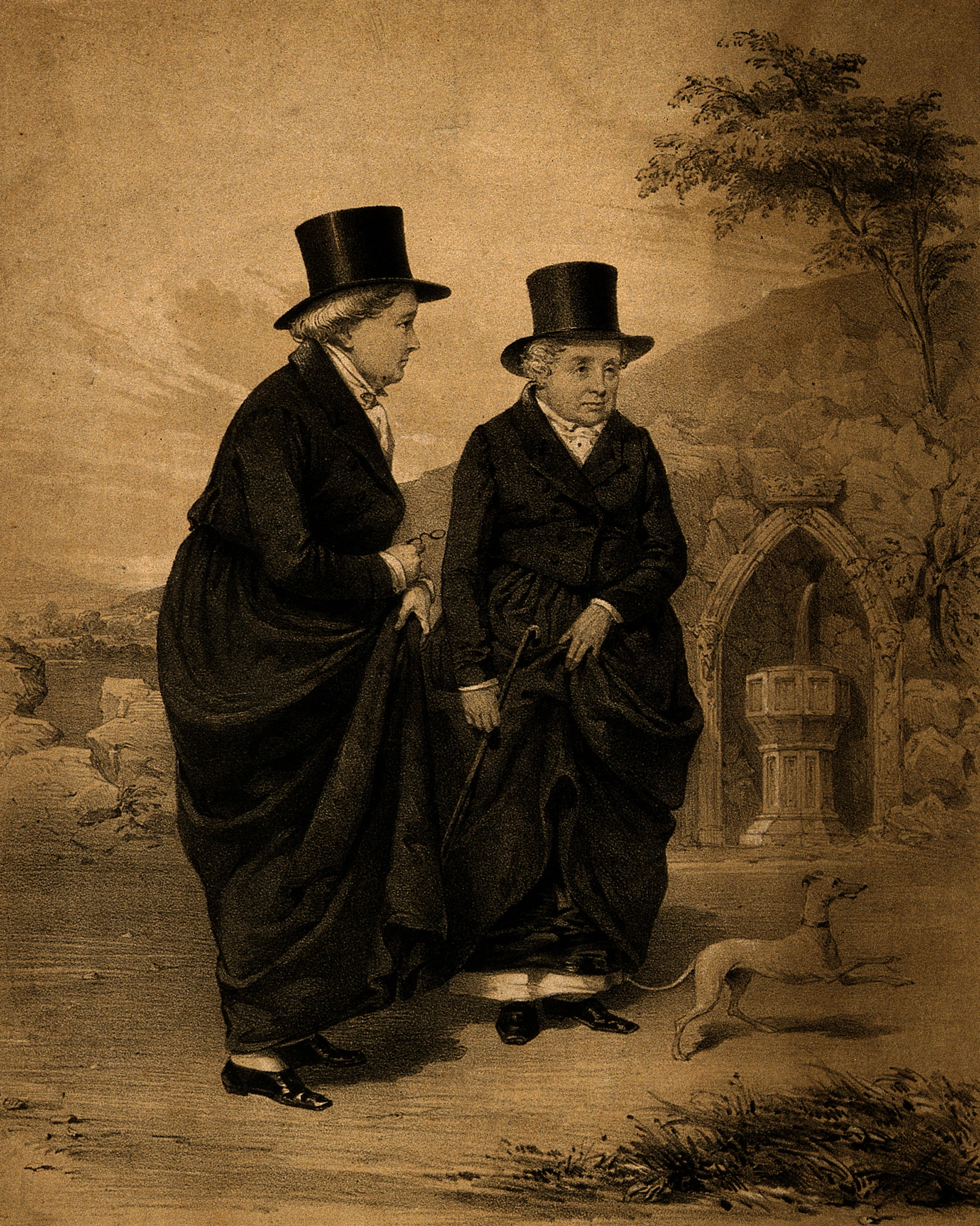
莎拉·龐森比（Sarah Ponsonby）和艾萊諾·巴特勒（Eleanor Butler）俗稱「蘭格倫小姐」，一同生活在波士頓婚姻中。

女性之間相對正式化的浪漫友誼或終身伴侶關係，早於「波士頓婚姻」一詞而存在，在英格蘭和其他歐洲國家都有悠久記錄。「波士頓婚姻」一詞則與亨利·詹姆斯的小說《波士頓人》（1886年）有關，該小說描述兩名未婚女性的長期同居關係，她們都是「新女性」，儘管詹姆斯本人從未使用過這個詞語。詹姆斯的妹妹愛麗絲·詹姆斯與凱瑟琳·珀博迪·洛林也有這樣的關係，是他寫這本小說的靈感來源之一。
有一些身處「波士頓婚姻」的著名女性。18世紀末，例如英愛爾蘭上流社會的艾萊諾·巴特勒和莎拉·龐森比被視為一對情侶，暱稱為「蘭格倫小姐」。伊麗莎白·梅沃爾（Elizabeth Mavor）認為，18世紀英格蘭的浪漫友誼制度達到頂峰。在美國，著名的例子是小說家莎拉·奧恩·朱威特和她的伴侶安妮·亞當斯·菲尔茲，後者是《大西洋》的編輯遺孀，他們在19世紀晚期相處。
莉莉安·法德曼在她的著作《超越男性愛情》（1981年）中提供了最全面的波士頓婚姻研究。20世紀的電影評論家在描述朱威特與菲爾茲關係時使用過這個詞，例如1998年的紀錄片《永遠消逝的往事（Out of the Past）》。大衛·馬梅的劇本《波士頓婚姻》於2000年首演，也助推這個詞語的普及。

## 社會學
有些參與波士頓婚姻的女性選擇這種關係，是因為她們感覺與女性有更好的聯繫，而非男性。有些女性是出於生活所需而共同生活；這些女性通常由於家庭遺產或職業收入而經濟獨立。選擇從事事業（醫生、科學家、教授）的女性，形成一個稱為「新女性」的新群體，她們不依賴男性的經濟支援。受過良好教育、有事業的女性想與其他女性同住，而得到一定程度的社會接受和自主生活的自由。她們通常是有共同價值觀的女性主義者，參與社會和文化事業。這些女性通常在自己的生活中自給自足，但為了在一個常常充滿偏見、性別歧視，有時甚至敵對的社會中獲得支持而走到一起。
直到20世紀20年代，這些安排普遍視為自然而值得尊敬的。20世紀20年代之後，越來越多人懷疑這些關係是女同性戀性關係，導致越來越少的單身女性選擇共同生活。

## 衛斯理婚姻

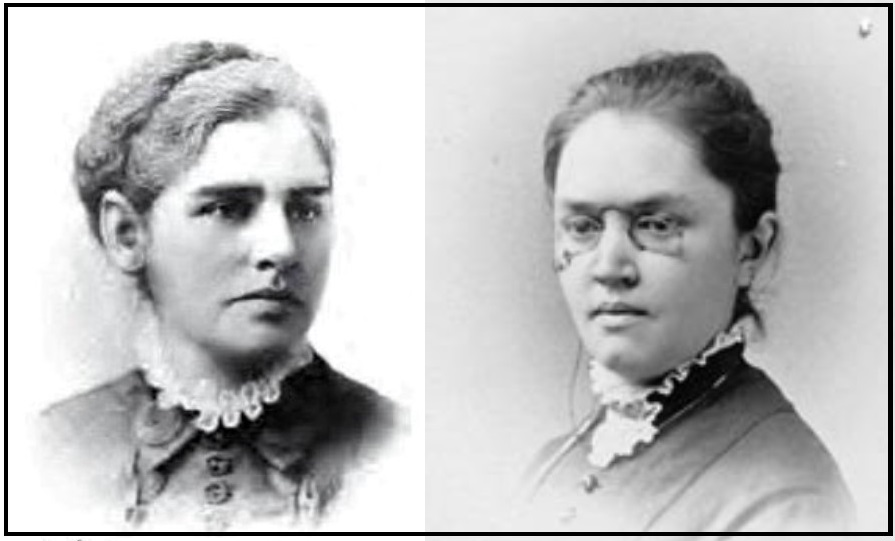
凱瑟琳·科曼和凱瑟琳·李·貝茨共同生活了25年，這就是所謂的「衛斯理婚姻」。

在19世紀末和20世紀初的维斯理学院，波士頓婚姻如此普遍，以至於「衛斯理婚姻」（英語：Wellesley marriage）這個詞語成為一個流行的描述。:185這種關係通常涉及兩名學術界女性。這種現象從1870年代一直持續到1920年代。直到20世紀後期，女性一結婚就必須辭去學術職位，因此任何想保持學術事業的女性都必須做出其他安排，比如與另一位志同道合的單身女性教授共同居住。此外，正如莉莉安·法德曼指出的，受過高等教育的女性普遍通過與其他女性結伴而獲得更多的獨立性、支持和志同道合。此外，這種替代性關係也使女性免受撫養子女、照顧丈夫以及其他家庭職責的困擾，從而讓像學院教員這樣的專業女性更專注於自己的研究工作。
歷史記錄中有許多衛斯理婚姻的例子。法德曼記錄，在19世紀末，在维斯理学院的53名女性教員中，只有1人是按常規嫁給男性；大多數人與女性伴侶共同生活。:192其中最著名的一對是凱瑟琳·李·貝茨和凱瑟琳·科曼。貝茨是詩歌教授，也是《美麗的美國》詞曲的作者，而科曼是撰寫美國第一部工業史的经济史學家。

## 現代
雖然「波士頓婚姻」概念大多有歷史性質，但現今世界仍有女性伴侶將同居生活與之聯繫。許多女性認為，不論性取向，與摯友同居在經濟和心理上均有利。